# Сирний ніж

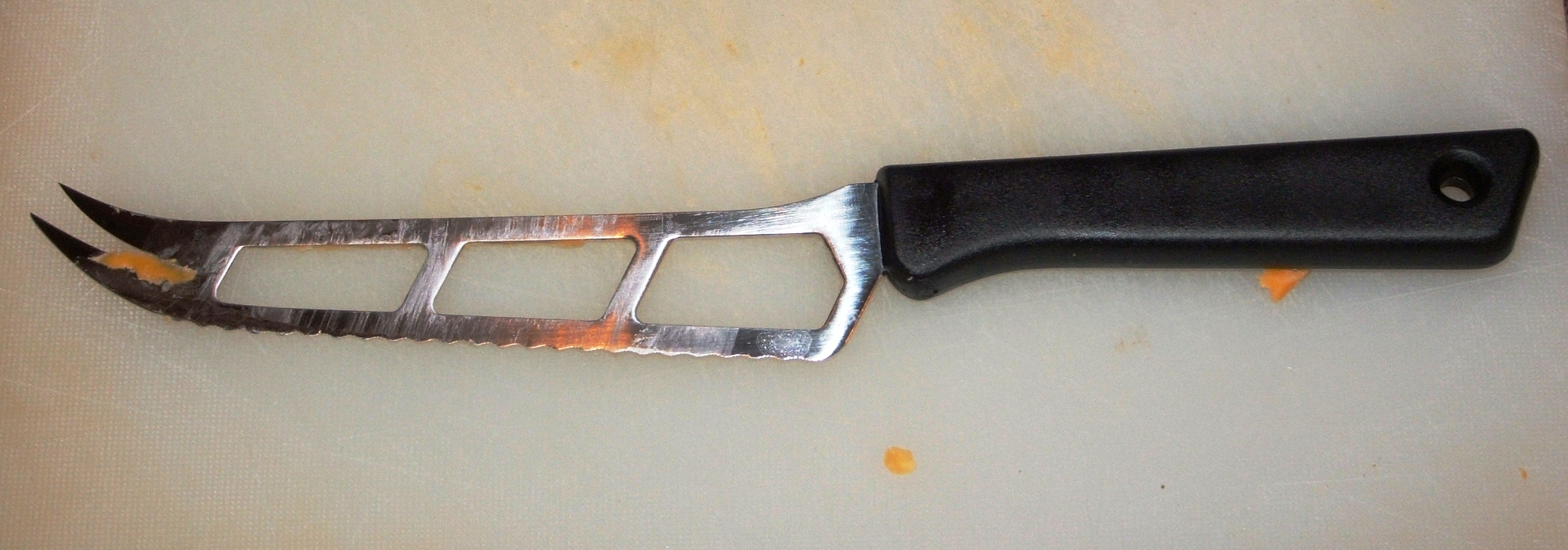
Сирний ніж

Сирний ніж - різновид кухонного ножа, застосовується для різання сиру. Існує кілька різновидів сирного ножа, залежно від сорту сиру, для різання якого ніж призначений . Часто під сирним ножем розуміють ніж для м'якого сиру.
Сирні ножі відносяться до числа спеціальних ножів; їх довжина повинна складати 370 мм, довжина клинка - 240 мм, а ширина і товщина клинка - 40 і 1,6 мм відповідно .

## Ніж для м'яких сирів
М'які сири слід різати гострими зубчастими ножами. Такий ніж має широкі отвори на лезі, щоб уникнути прилипання сиру до леза.
Також існують ножі для дуже м'яких сирів.

## Ніж для твердих сирів
Для твердих сортів сиру, таких як пармезан, застосовуються спеціальний сирний ніж - він має коротке, товсте лезо, і схожий на устричний ніж.